# Ганс-Генріх Баршкіс
Ганс-Генріх Баршкіс (нім. Hans-Heinrich Barschkis; 8 квітня 1920, Любек, Веймарська республіка — 29 червня 1998, Мехіко, Мексика) — німецький офіцер-підводник та менеджер, оберлейтенант-цур-зее крігсмаріне.

## Біографія
Виріс на Майорці, де його батько працював експортером. 1 грудня 1939 року вступив на флот. З 1 травня по 29 червня 1941 року пройшов практику вахтового офіцер на підводному човні U-46, з 30 червня 1941 по 11 січня 1942 року — курс підводника, з 12 січня по лютий — курс командира взводу. З 1 березня по 1 грудня 1942 року — 1-й вахтовий офіцер на U-72, з 13 січня 1943 по січень 1944 року — на U-421. 16-31 січня 1941 року пройшов курс позиціонування (радіовимірювання), з 1 лютого по 15 березня — курс командира човна. З 12 червня 1944 року — командир U-2321, на якому здійснив 1 похід (9 березня — 13 квітня 1945). 9 квітня 1945 року потопив британський торговий пароплав Gasray водотоннажністю 1406 тонн, навантажений баластом; 8 з 24 членів екіпажу загинули. 9 травня здався британським військам в Крістіансанні. 26 жовтня 1947 року звільнений.
З січня 1964 року — президент щойно створеної фірми Volkswagen de México, філіалу концерну Volkswagen AG в Мехіко. Баршкіс став піонером німецької автомобільної продукції на латиноамериканському ринку, під його керівництвом Volkswagen зміг розширити свої позиції в Мексиці.

## Нагороди
- Залізний хрест
  - 2-го класу (9 січня 1944)
  - 1-го класу (20 квітня 1945)
- Нагрудний знак підводника (14 квітня 1945)
- Орден «За заслуги перед Федеративною Республікою Німеччина», командорський хрест (1972)
- Почесний президент Volkswagen de México
- Почесний консул Люксембургу в Мехіко